# Джамп'єро Марині
Джамп'єро Марині (італ. Giampiero Marini, * 25 лютого 1951, Лоді) — колишній італійський футболіст, опорний півзахисник. По завершенні ігрової кар'єри — футбольний тренер.
Як гравець насамперед відомий виступами за клуб «Інтернаціонале», а також національну збірну Італії.
Чемпіон Італії. Дворазовий володар Кубка Італії. Володар Кубка УЄФА (як тренер). У складі збірної — чемпіон світу. 

## Клубна кар'єра
Вихованець футбольної школи клубу «Фанфулла». Дорослу футбольну кар'єру розпочав 1968 року в основній команді того ж клубу, в якій провів один сезон, взявши участь у 19 матчах чемпіонату. 
Згодом з 1969 по 1975 рік грав у складі команд клубів «Реджина», «Трієстина» та «Варезе».
1976 року перейшов до клубу «Інтернаціонале», за який відіграв 10 сезонів.  Більшість часу, проведеного у складі «Інтернаціонале», був основним гравцем команди. За цей час виборов титул чемпіона Італії, ставав володарем Кубка Італії (двічі). Завершив професійну кар'єру футболіста виступами за команду «Інтернаціонале» у 1986 році.

## Виступи за збірну
1980 року дебютував в офіційних матчах у складі національної збірної Італії. Протягом кар'єри у національній команді, яка тривала 4 роки, провів у формі головної команди країни 20 матчів. У складі збірної був учасником чемпіонату світу 1982 року в Іспанії, здобувши того року титул чемпіона світу.

## Кар'єра тренера
Розпочав тренерську кар'єру, повернувшись до футболу після невеликої перерви, 1993 року, очоливши тренерський штаб клубу «Інтернаціонале».
Надалі очолював команду клубу «Кремонезе».
Наразі останнім місцем тренерської роботи був клуб «Комо», команду якого Джамп'єро Марині очолював як головний тренер до 2000 року.

## Титули і досягнення

### Як гравця
- Чемпіон Італії (1):

«Інтернаціонале»:  1979–80
- Володар Кубка Італії (2):

«Інтернаціонале»:  1977–78, 1981–82

### Як тренера
- Володар Кубка УЄФА (1):

«Інтернаціонале»:  1993–94
- Чемпіон світу (1):

1982